# Korycin (gmina)
Pour les articles homonymes, voir Korycin.
La gmina de Korycin est une commune rurale polonaise de la voïvodie de Podlachie et du powiat de Sokółka. Elle s'étend sur 117,32 km2 et comptait 3 524 habitants en 2006. Son siège est le village de Korycin qui se situe à environ 39 kilomètres à l'ouest de Sokółka et à 44 kilomètres au nord de Białystok.

## Villages
La gmina de Korycin comprend les villages et localités d'Aulakowszczyzna, Białystoczek, Bombla, Borek, Brody, Czarlona, Długi Ług, Dzięciołówka, Gorszczyzna, Korycin, Krukowszczyzna, Kumiała, Laskowszczyzna, Łomy, Łosiniec, Mielewszczyzna, Mielniki, Nowinka, Olszynka, Ostra Góra, Popiołówka, Przesławka, Romaszkówka, Rudka, Rykaczewo, Skindzierz, Stok, Szaciłówka, Szumowo, Wojtachy, Wyłudki, Wyłudy, Wysiółki, Wysokie, Zabrodzie, Zagórze et Zakale.

## Gminy voisines
La gmina de Korycin est voisine des gminy de Czarna Białostocka, Janów, Jasionówka, Jaświły et Suchowola.